# Радоје Контић
Радоје Контић (Никшић, 31. мај 1937) је бивши црногорски и југословенски политичар и технолог.

## Биографија
Био је последњи председник Извршног већа СР Црне Горе од 1989. године до 1991. године. То место је добио након Антибирократске револуције током јануара 1989. године. Пре тога је био заменик председника (потпредседник) Савезног извршног већа Савезне владе Бранка Микулића 1986—1989. године. Од 9. фебруара 1993. године до 19. маја 1998. године када је изгубио поверење Скупштине, налазио се на месту председника Савезне Владе СР Југославије.
Био је члан Савеза комуниста Црне Горе, а касније члан Демократске партије социјалиста.
Као и многи други технократи из друге генерације југословенских комуниста, Контић је ушао у политичке воде претходно служећи као директор предузећа у друштвеном власништву. У конкретном случају, Контић је био директор и функционер у никшићкој Жељезари крајем 1960-их и током 1970-их. У љето 1978. године је постао члан Извршног вијећа СР Црне Горе, после чега се комплетно посветио политици.